# Iluocoetes
Iluocoetes – rodzaj ryb z rodziny węgorzycowatych (Zoarcidae).

## Klasyfikacja
Gatunki zaliczane do tego rodzaju:
- Iluocoetes elongatus
- Iluocoetes facali
- Iluocoetes fimbriatus